# Juckerberg
Juckerberg ist ein Ortsteil im Stadtteil Bärbroich von Bergisch Gladbach.

## Geschichte
Juckerberg bezeichnet die Verbindungsstraße zwischen Dresherscheid und Külheimer Mühle. Als Hofstelle war sie zusammen mit der Hofstelle Juck eine frühneuzeitliche Siedlungsgründung nach 1500. Juckerberg gehörte noch im 19. Jahrhundert zu der ehemaligen Gemeinde Immekeppel. Die Kirchenbankordnung der Kirche in Herkenrath von 1630 reservierte einen Platz für „das guit zuim jocke“. Der Siedlungsname Juck ist synonym zu Jüch und bezeichnet ein hochgelegenes Feld. Nach einer zweiten Deutung handelt es sich um ein Feldmaß und meint die Fläche, die mit einem Joch Ochsen an einem Tag bearbeitet werden konnte. Die zur Grube Apfel gehörenden Grubenfelder Columbus und Tilly, lagen an der Straße zum

## Bergbau
An der Straße zum Juckerberg lagen die zur Grube Apfel gehörenden Grubenfelder Columbus und Tilly. Im Rahmen der Autarkiebewegung in der NS-Zeit wurden hier zuletzt von 1936 bis 1937 Versuchsarbeiten durchgeführt.